# 하현숙
하현숙(河玹淑, 1966년 2월 23일, 부산광역시 ~ )은 대한민국의 제5대 울산광역시의원이었다.

## 학력
- 반송국민학교 졸업
- 반송중학교 졸업
- 고등학교 졸업 검정고시 합격(1997년)
- 울산대학교 경영학과 졸업
- 부산대학교 사회대학원 문헌정보학과 재학중

## 경력
- 놀이와 체험으로 배우는 신나는 자람터교장
- 무료방과 후 교실 희망배움터 운영
- 송정초등학교 운영위원
- 아이 좋은 책 대표
- 양정작은도서관 달팽이 관장
- 2010.07 ~ 2014.06 제5대 울산광역시의회 의원
- 2010.07 ~ 2012.07 제5대 울산광역시의회 전반기 행정자치위원회 위원
- 2010.07 ~ 2012.07 제5대 울산광역시의회 전반기 예산결산특별위원회 위원
- 2012.07 ~ 2014.06 제5대 울산광역시의회 후반기 환경복지위원회 위원
- 2012.07 ~ 2014.06 제5대 울산광역시의회 후반기 의회운영위원회 부위원장

## 역대 선거 결과
|  | 41.35% |

|  | 47.71% |